# Dallwitz (Adelsgeschlecht)

Wappen derer von Dallwitz (mit dem Schaf als Helmzier)

Dallwitz ist der Name eines der drei Zweige des uradeligen fränkischen und tirolischen Geschlechts Scof. Ahnherr der Herren und der Grafen von Dallwitz ist Henricus de Talwiz.

## Geschichte
Das Geschlecht Dallwitz ist, wie die Gotsch und die Schaffgotsch, ein Zweig des uradeligen fränkischen und tirolischen Geschlechts Scof (Schaf), in alten lateinischen Urkunden Ovis (lat. für Schaf). Ob die Ovis und die älteren Ovinius desselben Stammes sind, wie von mehreren Autoren behauptet, kann heute allerdings nicht durch Quellen belegt werden. Der erste bekannte Vertreter im Mittelalter ist Hugo de Scof, Domherr und Sacristan zu Würzburg, der zuerst in einer Urkunde vom Jahr 1174 genannt wird.
Ende des 12. Jahrhunderts gehen Teile der Familie mit der Heiligen Hedwig, Tochter des Herzogs Berthold von Meran, im Zuge der Deutschen Ostsiedlung nach Schlesien, wo in den folgenden Jahrzehnten über 100 Städte nach deutschem Recht sowie Kirchen und Hospitäler entstehen.

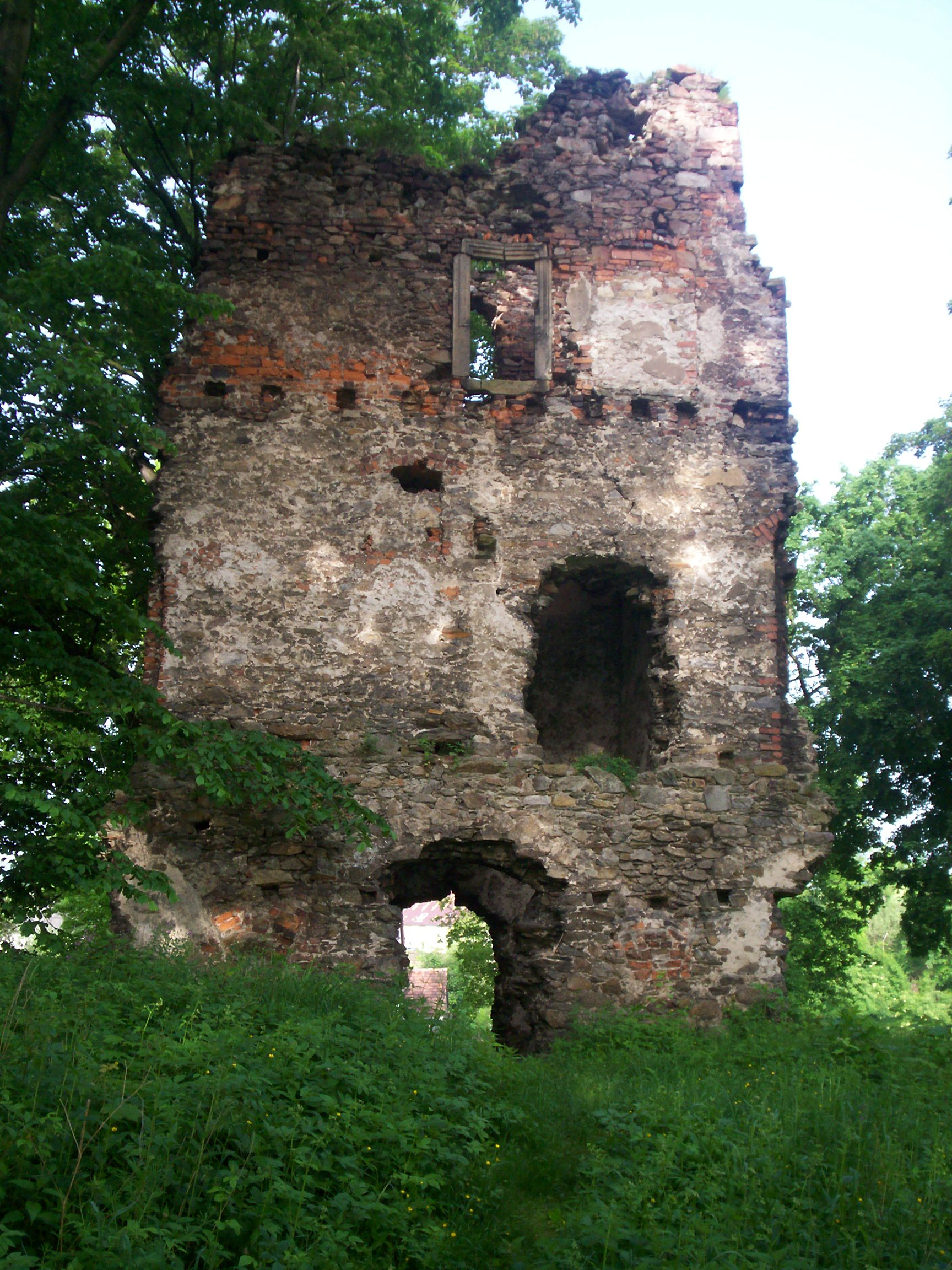
Ruine der Burg Kemnitz, Schlesien

Sibotho de nobili familia Ovium besitzt spätestens seit 1243 die Burg Kemnitz und Ländereien in Schlesien. Verschiedene Meinungen bestehen darüber, ob Sibotho, der schon zuvor in Schlesien begütert war, die Burg selbst erbauen ließ oder ob er sie von den Piasten, Herzog Heinrich II. von Polen oder Herzog Boleslaus II., für seine Verdienste am Lande erhielt.
Auch in der Markgrafschaft Meißen und in der Lausitz besitzt die Familie im 13. Jahrhundert bereits einige Höfe. Sibothos Bruder Andreas, wie er Ritter von Zacharon, tritt 1245 auf, sein Bruder Peter 1251. Sein Sohn Ulrich ist Landvogt von Bautzen, also Stellvertreter der Landesherren, und entscheidet damit in Lehenssachen, steht dem obersten Gericht vor und ist militärischer Oberbefehlshaber. Sein vierter Bruder oder Sohn Heinrich ist spätestens seit dem 24. März 1266 Herr auf Thallwitz (nördlich von Leipzig) und wird Heinricus de Talwiz genannt und wird so der Namensstifter und Ahnherr der Dallwitzschen Linie der Scofs, der Herren und der Grafen von Dallwitz.
Die Namensschreibweisen variieren im Laufe der Jahrhunderte, auch für ein und dieselbe Person: Teilweise wird der Stammname auf Epitaphen beibehalten, teilweise weggelassen, teilweise werden die Namen der Scofschen Linien zusammengebracht: Dalwicz-Schof, Dalwitz-Gotsch, Dalewitz gen. Schaf, Dallwitz-Schaffgotsch, Schaffgotsch gen. Dallwitz etc. Spätestens mit der offiziellen Namensfestschreibung 1875 hat sich die einfache Form Dallwitz durchgesetzt.
Im ausgehenden Mittelalter besteht der Dallwitzsche Zweig der Scofs aus dem Jesrischen und dem Starzedlischen Stamm. Ersterer ist Ende des 15. Jahrhunderts gänzlich erloschen, letzterer blüht noch heute. Der gesamte Dallwitzsche Zweig der Scofs ist zu diesem Zeitpunkt zahlenmäßig deutlich kleiner als die beiden anderen Zweige Gotsch und Schaffgotsch und besteht zwischen 1400 und 1500 aus 13 Personen. In der Lausitz besitzen sie unter anderem Jeßer (spätestens 1400), das landtagsfähige Starzeddel (1419) und Oßig (2. Hälfte des 15. Jahrhunderts).
Kirstan ist 1406 Anführer im Kampf des Sechstädtebundes gegen die Herren von Waldau. Peter, ältester Sohn von Ulrich II. auf Jeßer, ist ein gemäßigter Hussite und steht in Kontakt mit dem Landvogt von Bautzen Benesch von Kolowrat sowie mit dem König von Böhmen, Georg von Podiebrad, dem ersten König Europas, der dem katholischen Glauben abschwört. Zu dritt werden sie als Feinde der Stadt Görlitz und ihrer Pfaffen bezeichnet. Hans I. erwirbt 1419 die Herrschaft Groß-Starzeddel und beginnt die Stammreihe. Seit dem 15. Jahrhundert tragen alle männlichen Familienmitglieder den Namen Hans oder eine Abwandlung.
Um 1520 wird Hans III. evangelisch und damit der gesamte Dallwitzsche Zweig der Scofer. Gleichzeitig führt er den Protestantismus unter seinem Kirchenpatronat ein. Er muss damit auch alte lokale Traditionen bekämpfen: In Starzeddel befindet sich eine Jahrhunderte alte Wallfahrt zur Kapelle der Heiligen Margaretha mit Messen, Segnungen durch Priester und einem Jahrmarkt – eine Zuflucht vieler Ehefrauen. Sie weihen dort der Heiligen die vertrockneten Nabelschnüre glücklich Geborener auf dem Altar und erhoffen sich durch das Opfer Gebärfähigkeit. Hans III. untersagt die „papistische abgöttische Wohlfahrt“ und wandelt die traditionellen Opferzahlungen in Marktgebühren zum Erhalt der geistlichen Gebäude um.
Der Dallwitzsche Zweig der Scofs bleibt auch im 16. und 17. Jahrhundert weiterhin sehr überschaubar, da beinahe nur weibliche Kinder geboren werden, deren Nachkommen schließlich zu anderen Familien gehören. Die Heiratspolitik verbindet den Zweig allerdings mit den anderen einflussreichen Familien der Lausitz und der angrenzenden Länder, unter anderen den Bieberstein, Loeben, Gersdorff, Schönberg oder Bülow. Die Familie festigt ihre lokale Macht in den Besitzungen und übt Einfluss in Staatsämtern aus. Hans IV. ist königlicher Landesältester und Hans V. kaiserlicher und königlicher Rat. In dieser Funktion ist er in unterschiedlichen Missionen am kaiserlichen Hof in Wien und nimmt in Prag an den ungarischen Friedensverhandlungen teil.

## Wappen
Das Stammwappen zeigt in Silber vier rote Pfähle. Auf dem Helm mit rot-silbernen Decken vor einer grünen Tanne ein schreitendes silbernes Lamm mit rotem Halsband, an dem eine goldene Glocke hängt. Es besteht Stammes- und Wappenverwandtschaft mit den Schaffgotsch.
Wahlspruch: Ad utrumque paratus

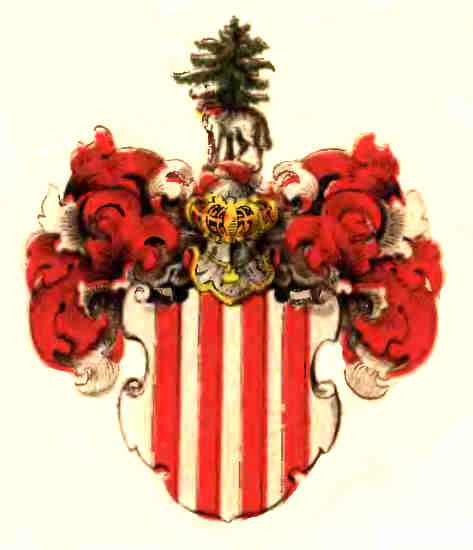
Stammwappen der Herren und Grafen von Dallwitz
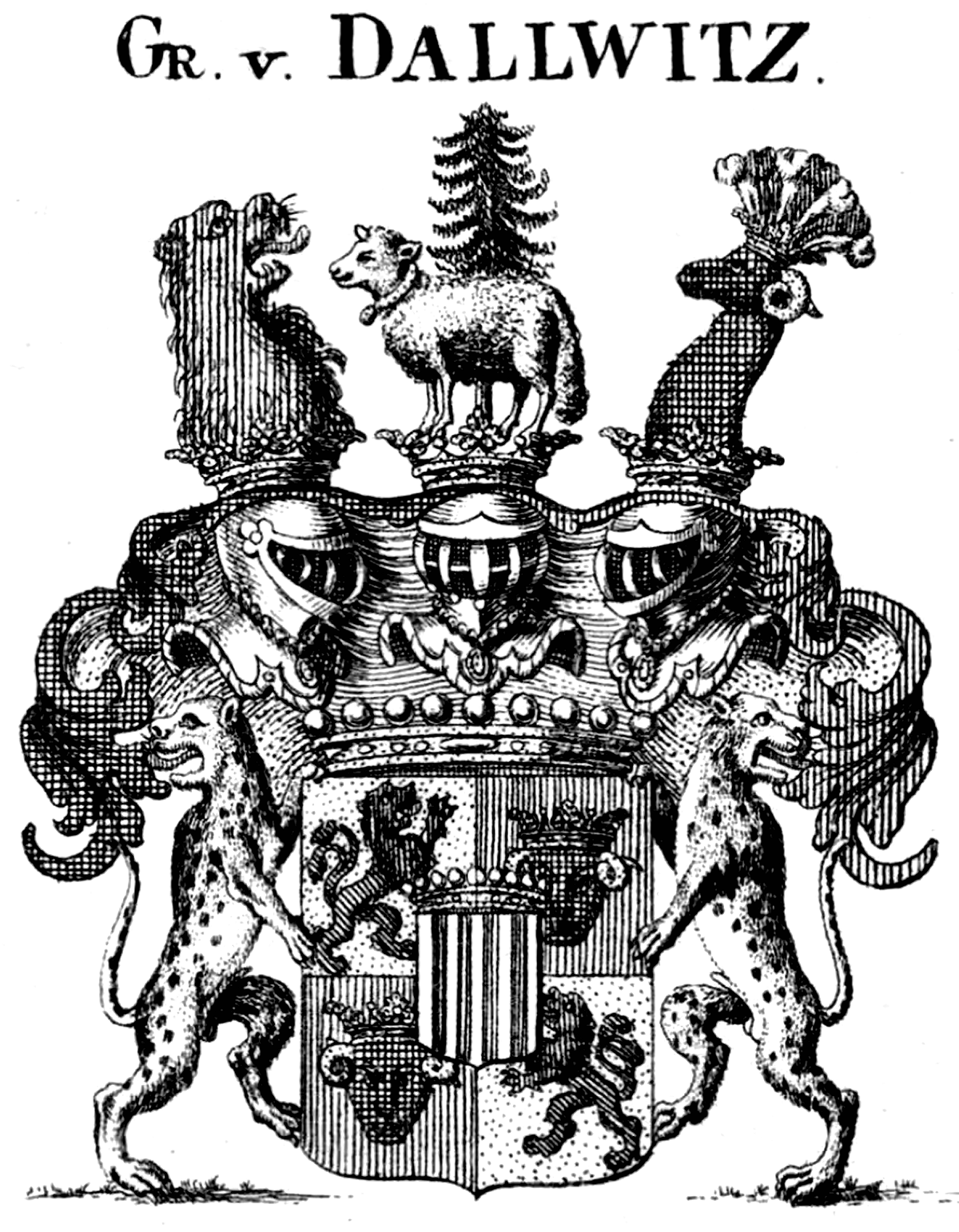
Wappen der Grafen von Dallwitz

## Herrschaften und Güter
- Baudach
- Birkenberge
- Brauna
- Brösa, Mitte 17. Jh. – ...
- Burg Kemnitz, 13. Jh.
- Caminau
- Caßlau
- Döllingen, 1766–1771

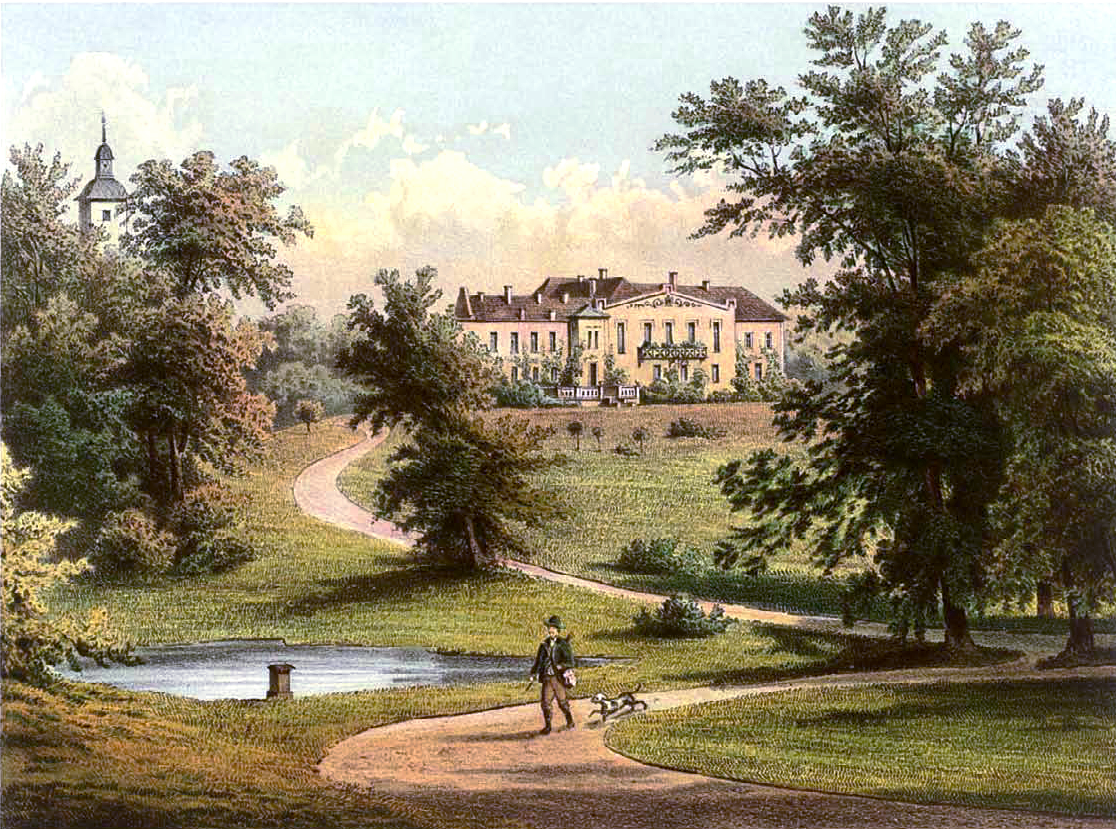
Dolzig, Sammlung Duncker

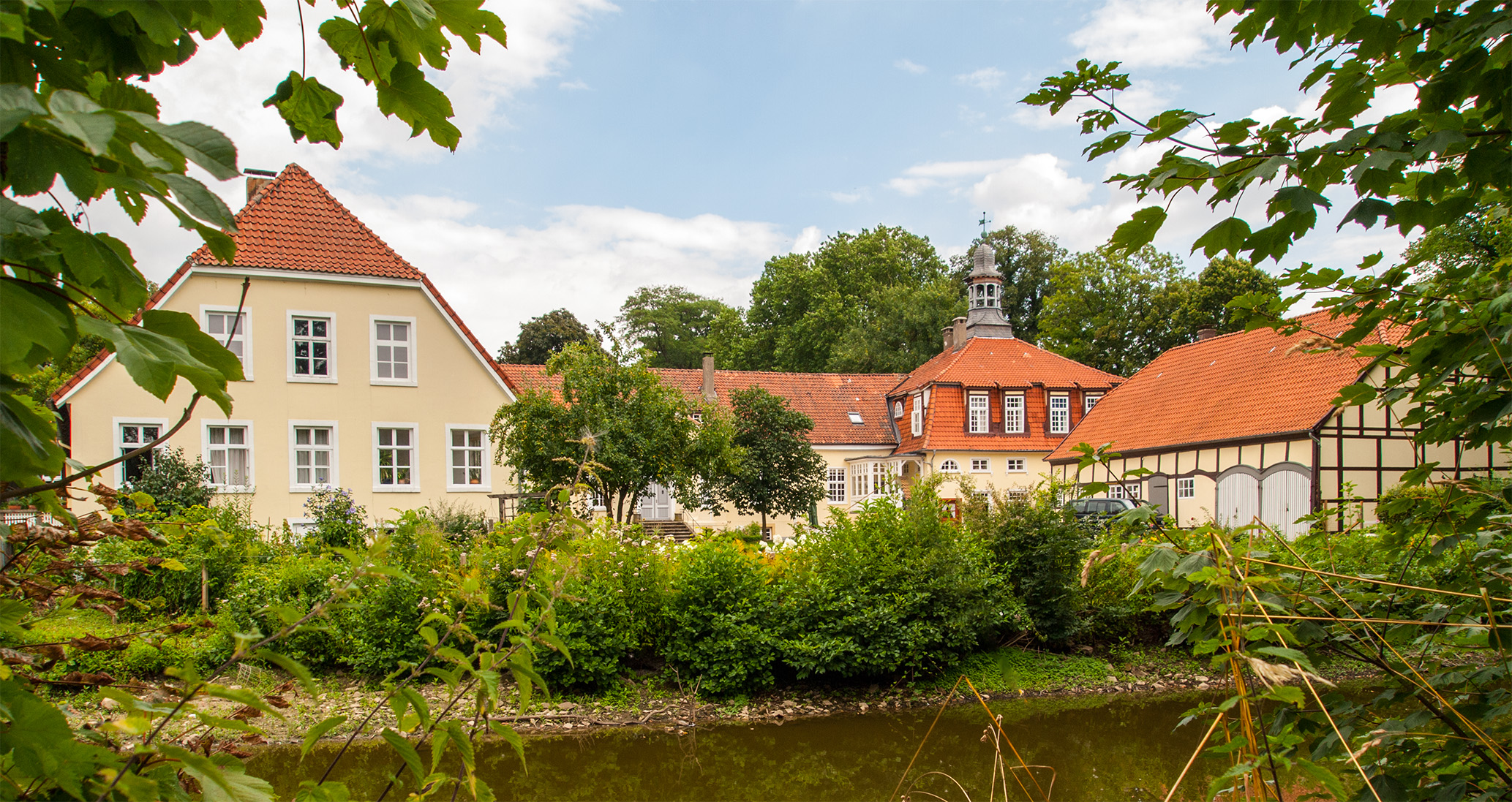
Gut Eckendorf, Kreis Lippe

- Dolzig, Landkreis Sorau (heute zu Lubsko), 1687–1802
- Gut Eckendorf, Kreis Lippe (bis heute)
- Eutrich
- Friedersdorf, 17. Jh.
- Gersdorf
- Groß Leipe, 19. Jh.
- Haseldorf (Kreis Pinneberg)
- Heidegersdorf, 19. Jh.
- Hermsdorf, Mitte 17. Jh. – ...
- Jaulitz
- Jeßer, 1400 ca. – 1500 ca.
- Jeßnitz, 18. Jh.
- Jetzschko, Rittergut (ehemaliges Klostergut)
- Johnsdorf
- Kahse
- Klein-Drentzig
- Koblenz

- Kohlo, Rittergut, 1590–1742
- Kolbitz

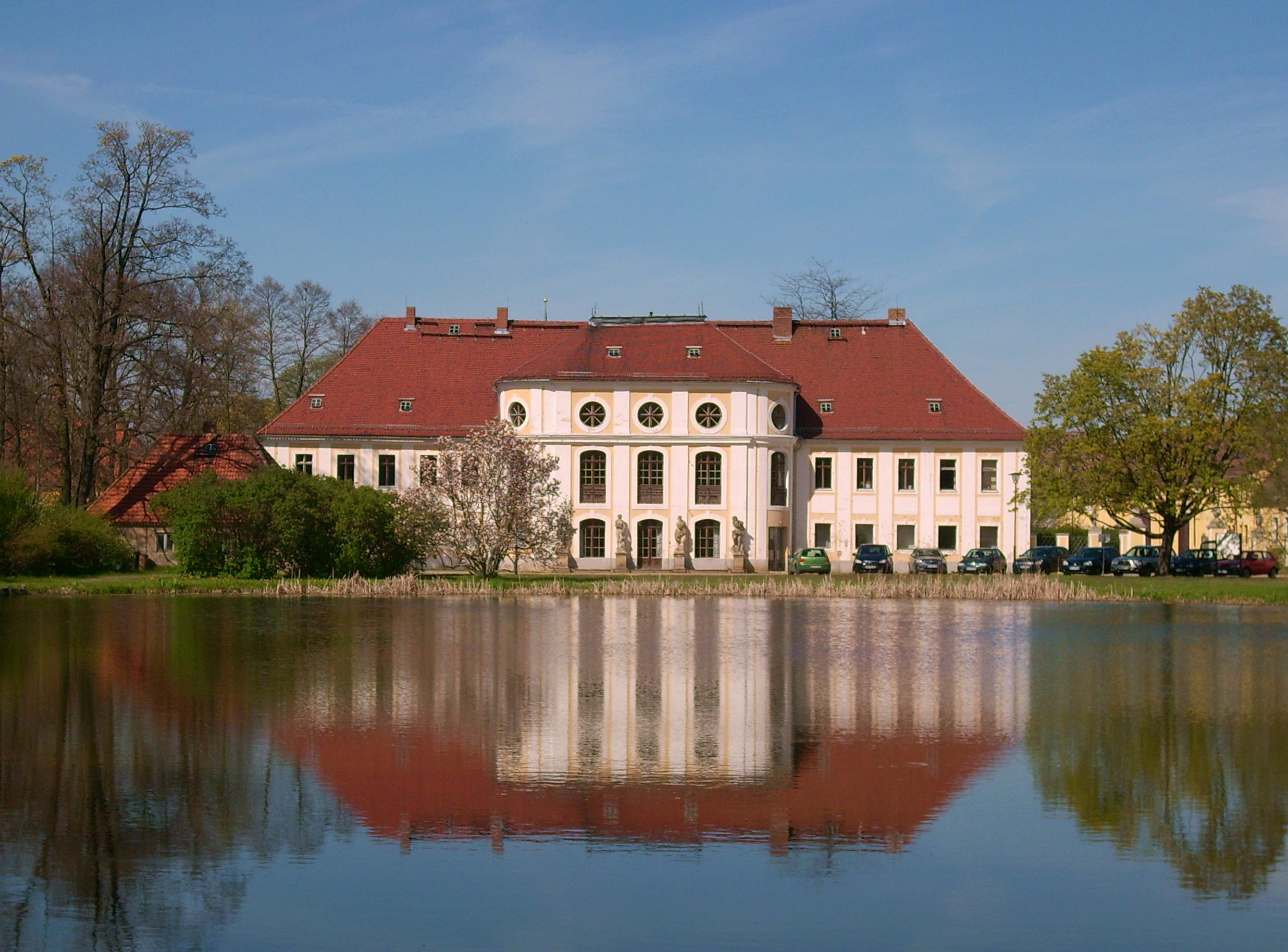
Schloss Königswartha

- Königswartha, im Erbgang von den Herren Vitzthum von Eckstädt, 1780 bis 1796 Neubau des Schloss Königswartha durch Johann Carl Friedrich
- Kuhnern
- Kulm

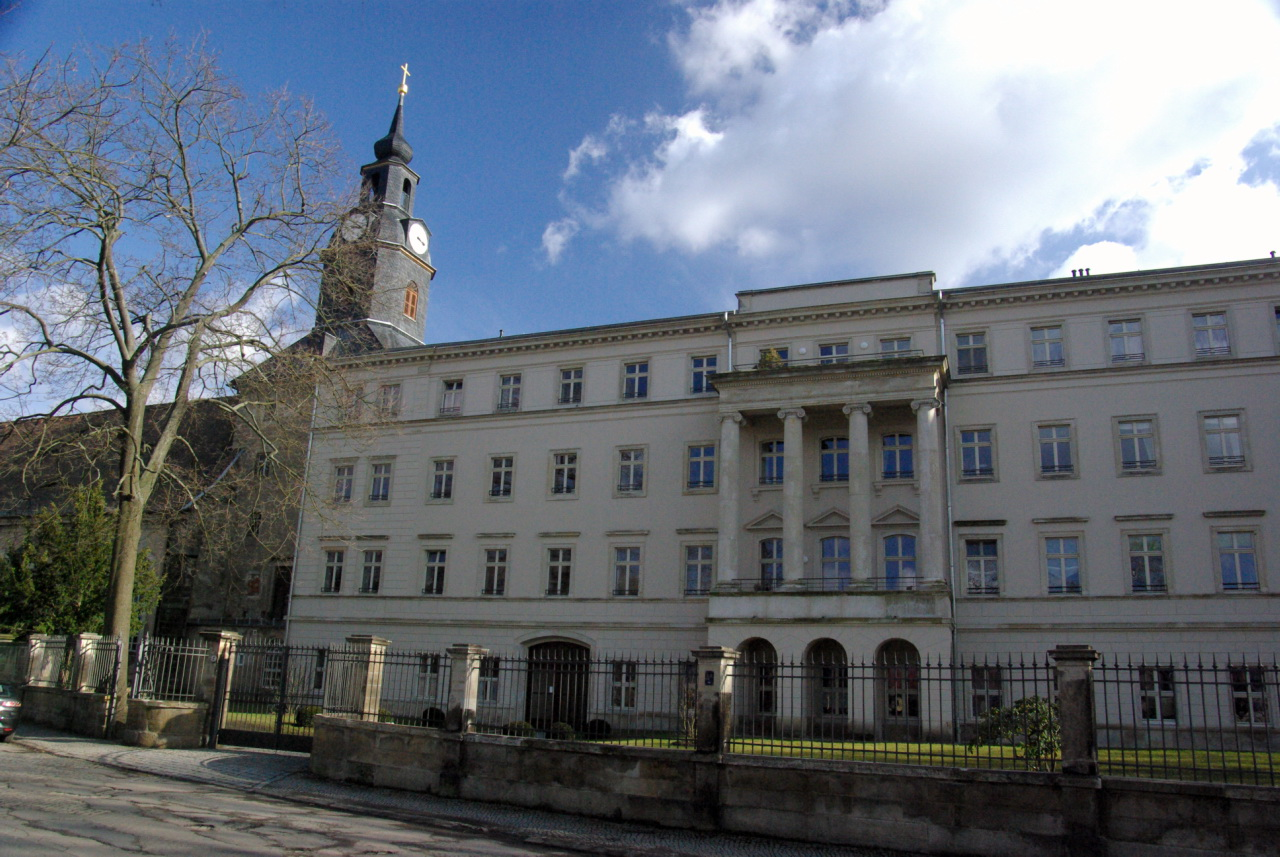
Schloss Lockwitz (und Schlosskirche)

- Limbsee, 19. Jh. – im Erbgang an die Grafen von Brockdorff-Dallwitz
- Lockwitz, Rittergut, ca. 1740–1813(?)
- Logau, 19. Jh.
- Lohsa, 2. Hälfte 18. Jh. – 1. Hälfte 19. Jh.
- Mahla, 18. Jh.
- Merke
- Neudorf
- Ober- und Nieder-Waldau, 19. Jh.
- Oegeln
- Oßig, Gut, Ende 15. Jh. – Ende 18. Jh.
- Peippola, finnisches Gut, 19. Jh.
- Peterswalde
- Pleße, 1527 (urkundlich)–1647
- Räschen, Ende 16. Jh. – ...
- Raubarth, Rittergut
- Reddern ... – 1663
- Reichersdorf
- Ringethal
- Schloss Thallwitz (namensgebender Stammsitz, Neubau des 16. Jhdt.)Rossthal
- Siegersdorf, 1836–1852
- Spreefurt (Uhyst)

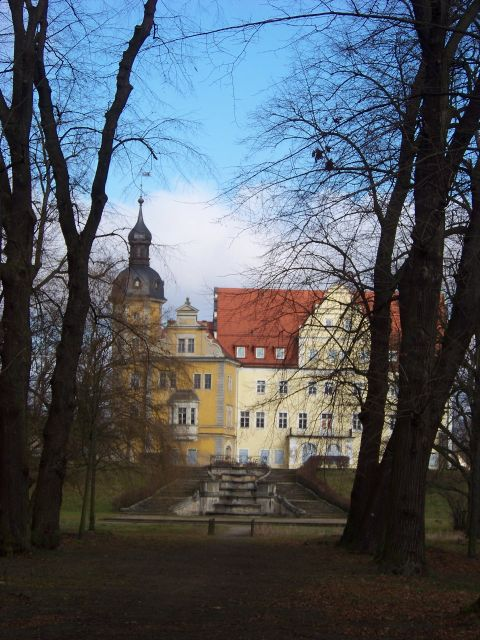
Schloss Thallwitz (namensgebender Stammsitz, Neubau des 16. Jhdt.)

- Starzeddel, 1419–1798 im Erbgang an die Herren von Thermo
- Steinitz
- Thallwitz, 1266 (urkundlich)
- Tornow, 1860–1945, 1994–2002, danach: „Familie Theiselmann-von Dallwitz“[20]
- Truppen
- Uhyst
- Vettersfelde
- Zülow bei Sternberg, 19. Jh.

## Kuriosa
Eine niederlausitzische Volkssage berichtet vom Herrn von Dallwitz auf Starzeddel, der „Teufelskünste“ kann. Nach seinem Tode erschien er diversen Personen immer wieder und es wurde berichtet, dass er, wenn man einen Stein ins Grabgewölbe der Kirche zu Starzeddel wirft, ihn sofort wieder herausschleudere.

## Bekannte Familienmitglieder
- Kirstan von Dalwitz (urkundlich 1406), Anführer im Kampf des Sechstädtebundes von 1406 gegen die Herren von Waldau
- Hans III. (der Ältere) von Dallwitz (urkundlich 1523–1563), Erbherr auf Starzeddel, kaiserlicher und königlicher Oberkommissär
- Hans IV. (der Jüngere) von Dallwitz (urkundlich 1556–1588, † 1588), Erbherr auf Starzeddel, Kohlo und Oßig, Herr auf Pleße und Oegeln, königlicher Landesältester des Gubnischen Creyßes
- Hans V. von Dallwitz (1560–1616), Erbherr auf Starzeddel, Kohlo und Oßig, Herr auf Räschen und Vettersfelde, kaiserlicher und königlicher Rath
- Johann Casimir (der Jüngere) von Dallwitz (1715–1762), Erbherr auf Kohlo, Landeshauptmann der Oberlausitz, Dichter
- Johann Carl Friedrich von Dallwitz (1742–1796), Herr auf Königswartha, Caßlau, Eutrich, Truppen, Johnsdorf, Caminau, Neudorf und Koblenz, Geheimrat, Domdechant zu Meißen, Pionier der prähistorischen Archäologie
- Sigismund von Dallwitz (1803–1882), Herr auf Siegersdorf, Tschirne, Uhyst und Lippen, Jurist, Politiker, Mitglied der Frankfurter Nationalversammlung (Casino-Fraktion)
- Sigismund von Dallwitz (1829–1906), Herr auf Tornow, Politiker, Mitglied des Deutschen Reichstags
- Johann Carl Otto von Dallwitz, Hauptmann und Kommandant, Ehrenbürger der Stadt Leipzig ab 1837
- Luise Wanda von Dallwitz, geb. von Graefe (1830–1914), Schriftstellerin (Pseudonym Walther Schwarz), Kunstsammlerin
- Johann Nikolaus von Dallwitz (1855–1919), anhaltischer und preußischer Politiker, preußischer Innenminister, Statthalter von Elsaß-Lothringen
- Burkhard von Dallwitz (* 1959), Komponist